# Атанас Атанасов (кмет)
Вижте пояснителната страница за други личности с името Атанас Атанасов.
Атанас Филев Атанасов е български политик и инженер, бивш кмет на Карнобат (1999 – 2007). Заемал е отговорни длъжности в РАО „Тракия“ и Националното сдружение на общините в България.
През 2011 г. Атанас Атанасов е обвиняем за побой над инвалида Иван Неделчев в село Соколово.

## Биография
Атанас Атанасов е роден на 29 септември 1953 г. в град Бургас, Народна република България. Средно образование завършва в СПТУ по електротехника – Бургас, през завършва 1976 г. Висше военно училище „Панайот Волов“ в Шумен, а през 1990 г. Военна академия „Георги Раковски“ в София. Трудовият му стаж преминава във военно поделение в Карнобат, през всички командни длъжности до командир на поделението през 1995 г. 

### Политическа дейност
На местните избори през 1999 г. е избран за кмет на община Карнобат.
На местните избори през 2003 г. е кандидат за кмет на община Карнобат, издигнат като независим. Печели на първи тур с 7841 гласа (или 69,57%),    втори след него е Маньо Иванов от коалиция „Победа“ с 1373 гласа (12,18%).
На местните избори през 2007 г. е кандидат за кмет на община Карнобат, издигнат от Инициативен комитет. На проведения първи тур се нарежда на второ място с 3730 гласа (или 29,75%), но не стига до балотаж.
На местните избори през 2011 г. е кандидат за кмет на община Карнобат, издигнат от „Коалиция за Карнобат 2011“ (Българска социалдемокрация, Политическо движение „Социалдемократи“, ЛИДЕР, Обединена социалдемокрация). На проведения първи тур се нарежда на второ място, като получава 3464 гласа (или 27,32%) и отива на балотаж с Георги Димитров от БСП, който получава 4574 гласа (или 36,07%). На втория тур получава 5061 гласа (или 38,33%).